# Holtland
Holtland är en kommun och ort i Landkreis Leer i förbundslandet Niedersachsen i Tyskland.
Kommunen ingår i kommunalförbundet Samtgemeinde Hesel tillsammans med ytterligare fem kommuner.